# 2-Иодоксибензойная кислота
2-Иодоксибензойная кислота (IBX) — органическое соединение, соединение гипервалентного иода. В органической химии широко применяется как окислитель, а также в качестве реагента в реакциях одноэлектронного переноса.

## Получение
Впервые 2-иодоксибензойная кислота получена в 1893 году. Метод её синтеза заключается в добавлении бромата калия к смеси серной кислоты и 2-иодбензойной кислоты. Продукт выпадает из реакционной смеси и может быть выделен с выходом 93—98 %.
Аналитические данные: 1H ЯМР (ДМСО-d6) δ 8,15 (д, 1H), 8,01 (д, 1H), 7,98 (т, 1H), 7,84 (т, 1H); 13C ЯМР (ДМСО-d6) δ 167,49, 146,59, 133,39, 132,97, 131,36, 130,10, 124,99.

## Применение
Как соединение гипервалентного иода, 2-иодоксибензойная кислота обладает сильными окислительными свойствами, хотя и несколько иными, чем близкие к ней иодоксибензол и м-иодоксибензойная кислота. Основным её применением является окисление первичных спиртов до альдегидов без риска дальнейшего окисления альдегида до карбоновой кислоты. Например, 2-иодоксибензойная кислота окисляет бензиловые спирты до бензальдегидов за 15 мин, в то время как другие иодокси-реагенты делают это за 5-10 ч при 80 °С (в бензоле) или 24 ч при комнатной температуре (в уксусной кислоте). В аналогичных условиях можно также окислять вторичные спирты до кетонов. Окислять можно даже стерически затруднённые спирты: например, борнеол окисляется в камфору за 2,5 ч при эквимолярном соотношении субстрата и окислителя.
В качестве растворителя обычно применяется ДМСО, потому что только в нём 2-иодоксибензойная кислота растворима, однако возможны и другие комбинации растворителей, например, добавка ТГФ для лучшей растворимости спиртов или окисление в отсутствие ДМСО.
Мягкий характер данного реагента позволяет окислять спирты в присутствии аминов и тиоэфиров, двойных связей, карбоновых кислот, сложных эфиров и гетероциклических соединений.

## Меры предосторожности
Соединение устойчиво к влаге, но взрывается при избыточном нагревании выше 200 °С или при ударе